# Schi fond la Jocurile Olimpice de iarnă din 1924
Probele sportive de schi fond la Jocurile Olimpice de iarnă din 1924 s-au desfășurat în perioada 30 ianuarie-2 februarie 1924 la Chamonix, Franța. Competiția de 50 km a avut loc miercuri, 30 ianuarie 1924, iar cea de 18 km a avut loc sâmbătă, 2 februarie 1924. Probele au făcut parte și din cadrul Campionatelor Mondiale de schi nordic FIS, care au fost combinate până la Jocurile Olimpice de iarnă din 1980.

## Sumar medalii

### Clasament pe țări
| Loc   | Țară     | Aur | Argint | Bronz | Total |
| ----- | -------- | --- | ------ | ----- | ----- |
| 1     | Norvegia | 2   | 2      | 1     | 5     |
| 2     | Finlanda | 0   | 0      | 1     | 1     |
| Total | Total    | 2   | 2      | 2     | 6     |

## Probe

### Masculin
| Probă sportivă | Aur                            | Aur       | Argint                                | Argint    | Bronz                                 | Bronz     |
| 18 km detalii  | Thorleif Haug · Norvegia (NOR) | 1:14:31,4 | Johan Grøttumsbråten · Norvegia (NOR) | 1:15:51,0 | Tapani Niku · Finlanda (FIN)          | 1:16:26,0 |
| 50 km detalii  | Thorleif Haug · Norvegia (NOR) | 3:44:32   | Thoralf Strømstad · Norvegia (NOR)    | 3:46:23   | Johan Grøttumsbråten · Norvegia (NOR) | 3:47:46   |